# Bistum Kisantu

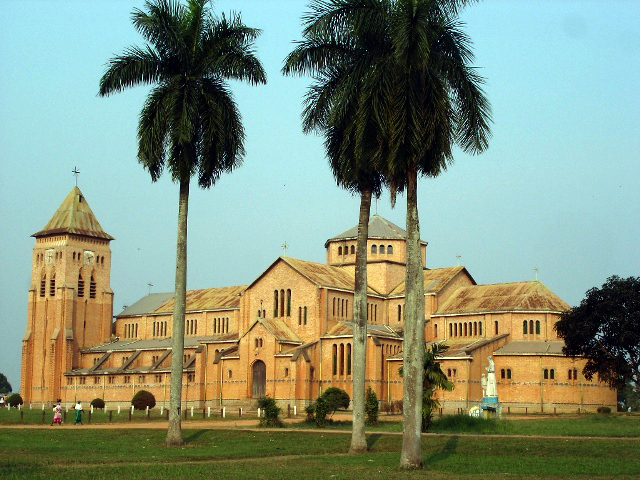
Sitz des Bistums, Kathedrale der Jesuitenmission von Kisantu (2008)

Das Bistum Kisantu (lateinisch Dioecesis Kisantuensis, französisch Diocèse de Kisantu) ist eine in der Demokratischen Republik Kongo gelegene römisch-katholische Diözese mit Sitz in Kisantu.

## Geschichte
Das Bistum Kisantu wurde am 1. April 1931 durch Papst Pius XI. mit der Apostolischen Konstitution Expostularunt aus Gebietsabtretungen des Apostolischen Vikariates Koango o Kwango als Apostolisches Vikariat Kisantu errichtet. Das Apostolische Vikariat Kisantu gab am 5. Juli 1957 Teile seines Territoriums zur Gründung der Apostolischen Präfektur Kenge ab.
Am 10. November 1959 wurde das Apostolische Vikariat Kisantu durch Papst Johannes XXIII. mit der Apostolischen Konstitution Cum parvulum zum Bistum erhoben und dem Erzbistum Kinshasa als Suffraganbistum unterstellt. Das Bistum Kisantu gab am 24. Juni 1961 Teile seines Territoriums zur Gründung des Bistums Popokabaka ab.

## Ordinarien

### Apostolische Vikare von Kisantu
- Alphonse Verwimp SJ, 1931–1959

### Bischöfe von Kisantu
- Alphonse Verwimp SJ, 1959–1960
- Pierre Kimbondo, 1961–1973
- Antoine Mayala ma Mpangu, 1973–1993
- Fidèle Nsielele Zi Mputu, 1994–2020
- Jean-Crispin Kimbeni Ki Kanda, seit 2022